# Didemnum vulgare
Didemnum vulgare är en sjöpungsart som beskrevs av Kott 200. Didemnum vulgare ingår i släktet Didemnum och familjen Didemnidae. Inga underarter finns listade i Catalogue of Life.